# Simpatia

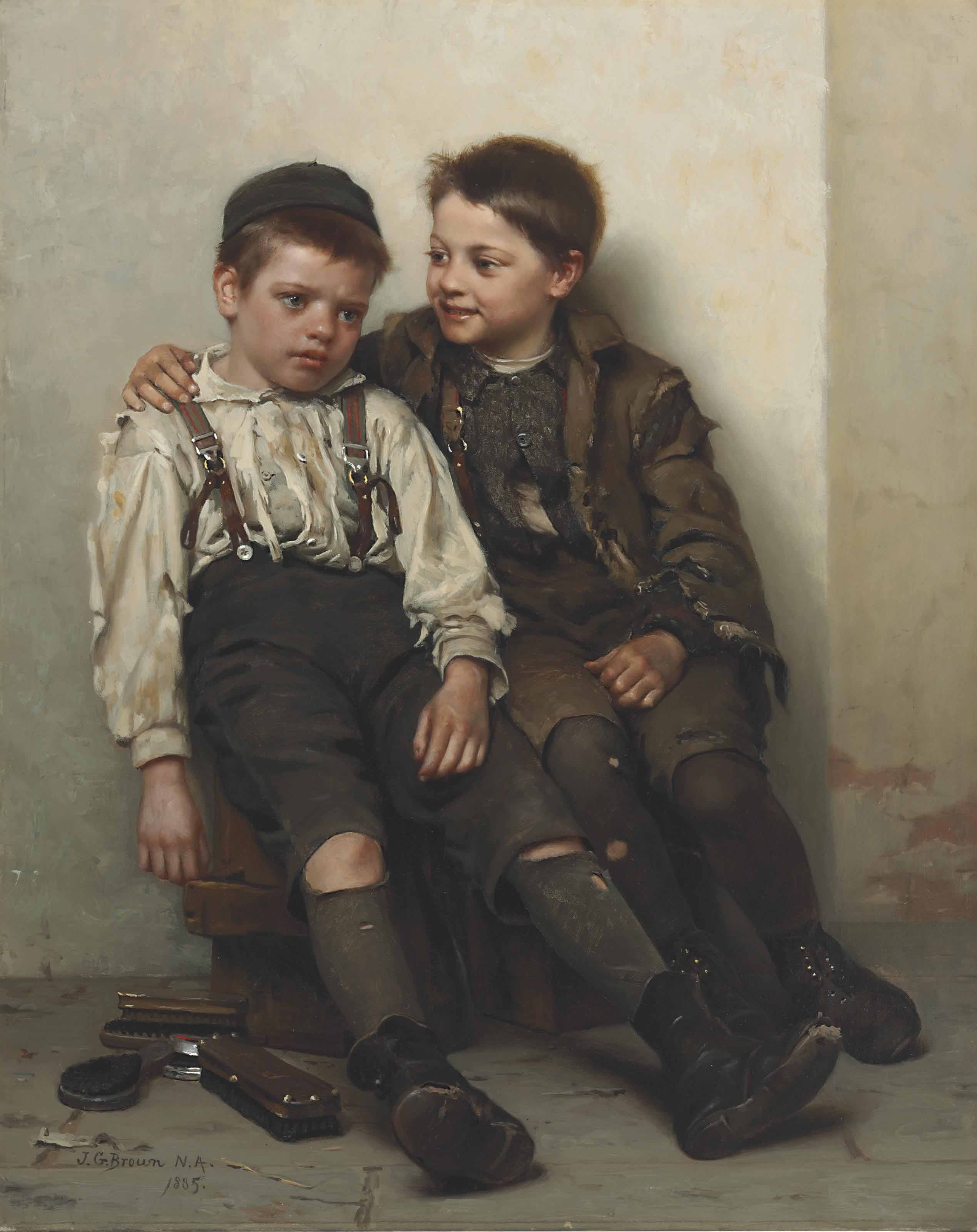
Sympathy, di John George Brown (1885)

La simpatia, nel senso comune, è un sentimento di attaccamento emotivo verso qualcuno o qualcosa, caratterizzata da comprensione, empatia o compassione. È l'opposto dell'antipatia e diversa dall'apatia. 
La simpatia di solito nasce da punti di vista, interessi e valori condivisi e da reazioni positive selettive all'aspetto, al comportamento e ai tratti caratteriali di un'altra persona. La simpatia di una persona per un'altra si manifesta come un'inclinazione istintiva, un sentimento di affinità interiore tra di loro. E' alla base dell'amicizia, della collaborazione o delle relazioni romantiche quando le persone amano stare insieme e si sentono connesse.
Il termine deriva dal greco sympatheia, parola composta da συν + πάσχω (syn + pascho = συμπάσχω), letteralmente «patire insieme», «provare emozioni con...».: nel suo significato etimologico il termine indica quindi un sentimento di partecipazione alle emozioni altrui, siano esse positive o negative.

## Simpatia ed empatia
Lo stato psicologico della simpatia ha tratti in comune con quello dell'empatia, ma anche divergenti.
Le principali definizioni sono:
- Empatia: abilità di percepire e sentire direttamente ed in modo esperienziale le emozioni di un'altra persona così come lei le sente, indipendentemente dalla condivisione della sua visione della realtà.
- Simpatia: percezione di situazioni in maniera simile ad un'altra persona. Questo quindi implica preoccupazione, partecipazione, o desiderio di alleviare i sentimenti negativi che l'altro sta provando.[4]

Per questo è possibile provare:
- simpatia, ma non empatia: quando si sente internamente la voglia di aiutarlo, ma non proviamo in modo diretto ed interiore il suo sentimento di dolore (empatia);
- empatia e simpatia: quando si percepiscono i sentimenti dell'altra persona (empatia) e si sente la voglia di aiutarla.

## Simpatia nella storia della filosofia

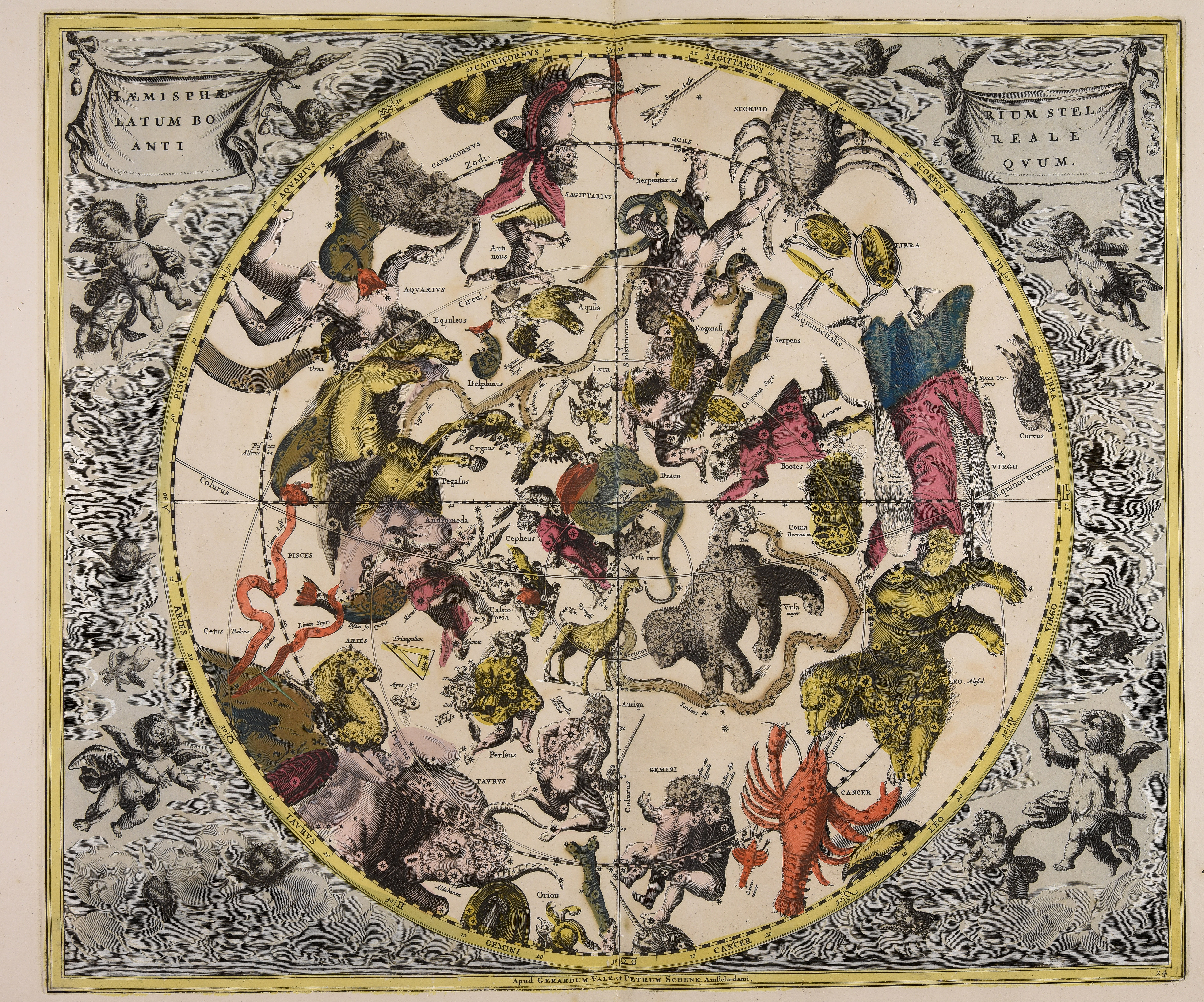
Costellazioni dell'emisfero celeste settentrionale raffigurate come esseri senzienti in un gigantesco «zodiaco», ovvero «giro degli animali» (da Harmonia Macrocosmica di Christoph Cellarius, 1660)

Nell'antichità la simpatia (dal greco syn-patheia, «sentire assieme») veniva intesa non solo come un sentimento umano di natura psichica o emotiva, ma come una forza cosmica, capace di pervadere ogni creatura e persino gli elementi fisici. Alla base di questa forza vi era secondo gli Stoici una concordanza occulta fra i vari aspetti della realtà, dovuta alla penetrazione universale dello stesso Logos-Fuoco, principio di coesione, di movimento, e di vita.
Come in un gigantesco organismo vivente, abitato da una sola grande Anima, le varie parti dell'universo comunicavano tra loro vibrando all'unisono, attraversati dal medesimo respiro o soffio spirituale (pneuma), che creava quella interdipendenza in virtù della quale ogni singolo accadimento si ripercuoteva su ogni altra regione del mondo.
Simpatia era quindi il riverbero o l'influenza che un punto colpito da un evento esercitava su un altro situato anche a distanza.
(Cicerone, De divinatione, libro II, 14, § 33-34)

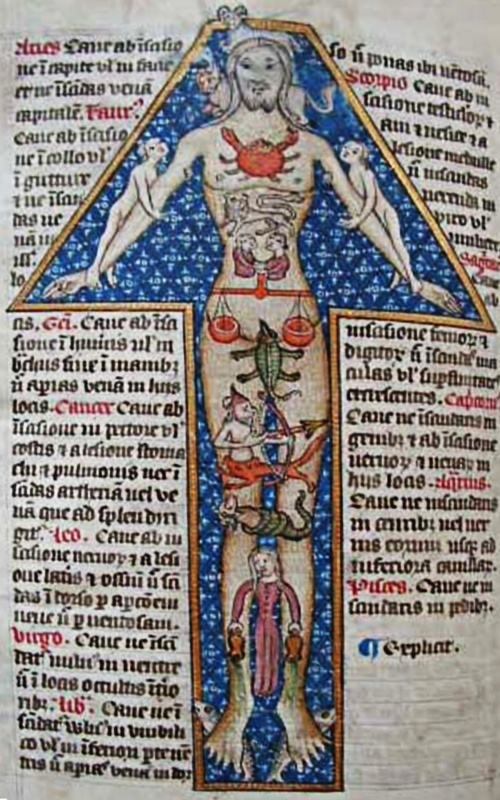
L'uomo zodiacale in un manoscritto medico che illustra le relazioni di simpatia dei vari organi con le corrispondenti entità del macrocosmo.

Anche secondo Plotino (205-270 d.C.) la simpatia è «come una singola corda tesa che, toccata a un'estremità, trasmette il movimento all'altra estremità». Il termine greco simpatia poteva estendersi all'animismo come nell'occultista Bolo di Mende (II secolo a.C.), il quale parlava di consonanze astrologiche, misteriosofiche e alchimistiche tra oggetti inanimati ed esseri viventi. 
Nel Rinascimento l'argomento sarà affrontato da diversi autori, tra cui Marsilio Ficino, Paracelso, Girolamo Cardano, Tommaso Campanella, Giambattista Della Porta, che concepivano un universo animato da reciproche simpatie e antipatie. 
Essi tradussero operativamente questo sapere filosofico nella pratica della magia naturale, basata in gran parte sui fenomeni simpatetici.
In età moderna i maggiori teorici del fenomeno della simpatia, sebbene limitata all'ambito sentimentale dell'essere umano, sono stati David Hume, Adam Smith, e Max Scheler. 
Un ritorno alla concezione cosmica della simpatia si è avuto in seguito in Schopenhauer, che parla di Mitleid ossia di compassione morale per la sofferenza altrui, e nella filosofia antroposofica, per la quale la simpatia compenetra la vita soggettiva dell'anima con sentimenti di attrazione, antitetici a quelli di repulsione che invece rendono possibile il distacco proprio della conoscenza oggettiva.